# Коркина (село)
Коркина (болг. Коркина) — село в Болгарии. Находится в Кюстендилской области, входит в общину Бобов-Дол. Население составляет 184 человека.

## Политическая ситуация
В местном кметстве Коркина, в состав которого входит Коркина, должность кмета (старосты) исполняет Стоян Йорданов Терзийски (Коалиция в составе 2 партий: Союз свободной демократии (ССД), Разметаница — Наш Дом, ДЕМОКРАТИ ЗА СИЛНА БЪЛГАРИЯ) по результатам выборов правления кметства.
Кмет (мэр) общины Бобов-Дол — Грети Йосиф Алексова (Коалиция в составе 3 партий: Национальное движение «Симеон Второй» (НДСВ), Земледельческий народный союз (ЗНС), Союз демократических сил (СДС)) по результатам выборов в правление общины.